# Communauté de communes de la Bussière
La communauté de communes de la Bussière est une ancienne structure intercommunale française de l'ex région Franche-Comté et du département du Doubs.

## Histoire
Créée en décembre 2001, la communauté de communes a été fusionnée, le 1er janvier 2014 avec celle du Val de la Dame blanche  pour former la communauté de communes Dame Blanche et Bussière forte initialement de 24 communes. 

## Composition
```
:
```

| Nom                 | Code Insee | Gentilé      | Superficie (km2) | Population (dernière pop. légale) | Densité (hab./km2) |
| ------------------- | ---------- | ------------ | ---------------- | --------------------------------- | ------------------ |
| Rigney (siège)      | 25490      | Rigney       | 9,58             | 417 (2014)                        | 44                 |
| Battenans-les-Mines | 25045      | Battenans    | 2,78             | 60 (2014)                         | 22                 |
| Blarians            | 25065      |              | 0,89             | 62 (2014)                         | 70                 |
| La Bretenière       | 25092      |              | 4,16             | 67 (2014)                         | 16                 |
| Cendrey             | 25107      |              | 5,52             | 183 (2014)                        | 33                 |
| Corcelle-Mieslot    | 25163      |              | 6,42             | 107 (2014)                        | 17                 |
| Flagey-Rigney       | 25242      |              | 3,03             | 103 (2014)                        | 34                 |
| Germondans          | 25269      | Germondanais | 3,52             | 61 (2014)                         | 17                 |
| Ollans              | 25430      | Ollanais     | 2,31             | 39 (2014)                         | 17                 |
| Rignosot            | 25491      | Rignosots    | 3,85             | 118 (2014)                        | 31                 |
| Rougemontot         | 25506      | Rougemontots | 4,25             | 91 (2014)                         | 21                 |
| La Tour-de-Sçay     | 25566      |              | 8,82             | 277 (2014)                        | 31                 |